# Суппозитории

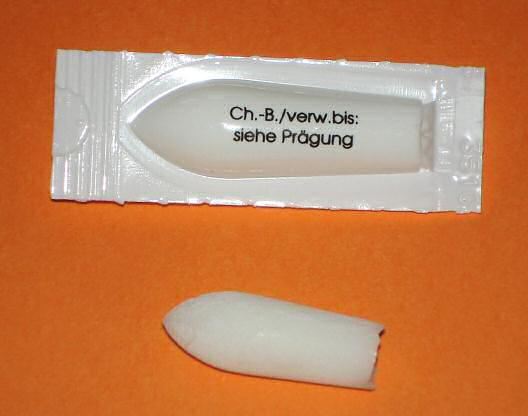
Ректальные суппозитории, в упаковке и без

Суппозитории (лат. suppositōrium «подставка»), или свечи, — твёрдые при комнатной температуре и расплавляющиеся или распадающиеся при телесной температуре дозированные лекарственные формы, применяемые для введения в полости тела.

## Разновидности
Различают ректальные, вагинальные и уретральные (например, алпростадил) суппозитории.
Ректальные суппозитории могут иметь форму конуса, цилиндра с заострённым концом, пулевидную или иную форму с максимальным диаметром 1,5 см. Масса одного суппозитория должна находиться в пределах от 1 до 4 г. Если масса не указана, то суппозиторий изготавливается массой 3 г. Масса суппозиториев для детей должна быть от 0,5 до 1,5 г.
Вагинальные суппозитории могут быть сферическими (шарики) — globuli, яйцевидными (овули) — ovula или в виде плоского тела с закруглённым концом (пессарии) — pessaria. Масса их должна находиться в пределах от 1,5 до 6 г. Если масса не указана, то вагинальные суппозитории изготавливают массой не менее 4 г.
Палочки (bacilli) имеют форму цилиндра с заострённым концом и диаметром от 4 мм и не более 1 см. Масса палочки должна быть от 0,5 до 1 г. Палочки применяются уретрально.

## Применение
В виде свеч применяются средства, обладающие малой способностью к всасыванию через слизистые оболочки для местного воздействия при патологиях соответствующих органов (геморрой, запоры, вагинальные инфекции и т. д.).
Кроме того, в виде ректальных свеч, per rectum применяются некоторые средства, всасывающиеся в кровь в прямой кишке и оказывающие общее воздействие на организм, когда другой способ введения их в организм невозможен или нежелателен.
Кроме медицины, суппозитории используются также в ветеринарии.

## Основы

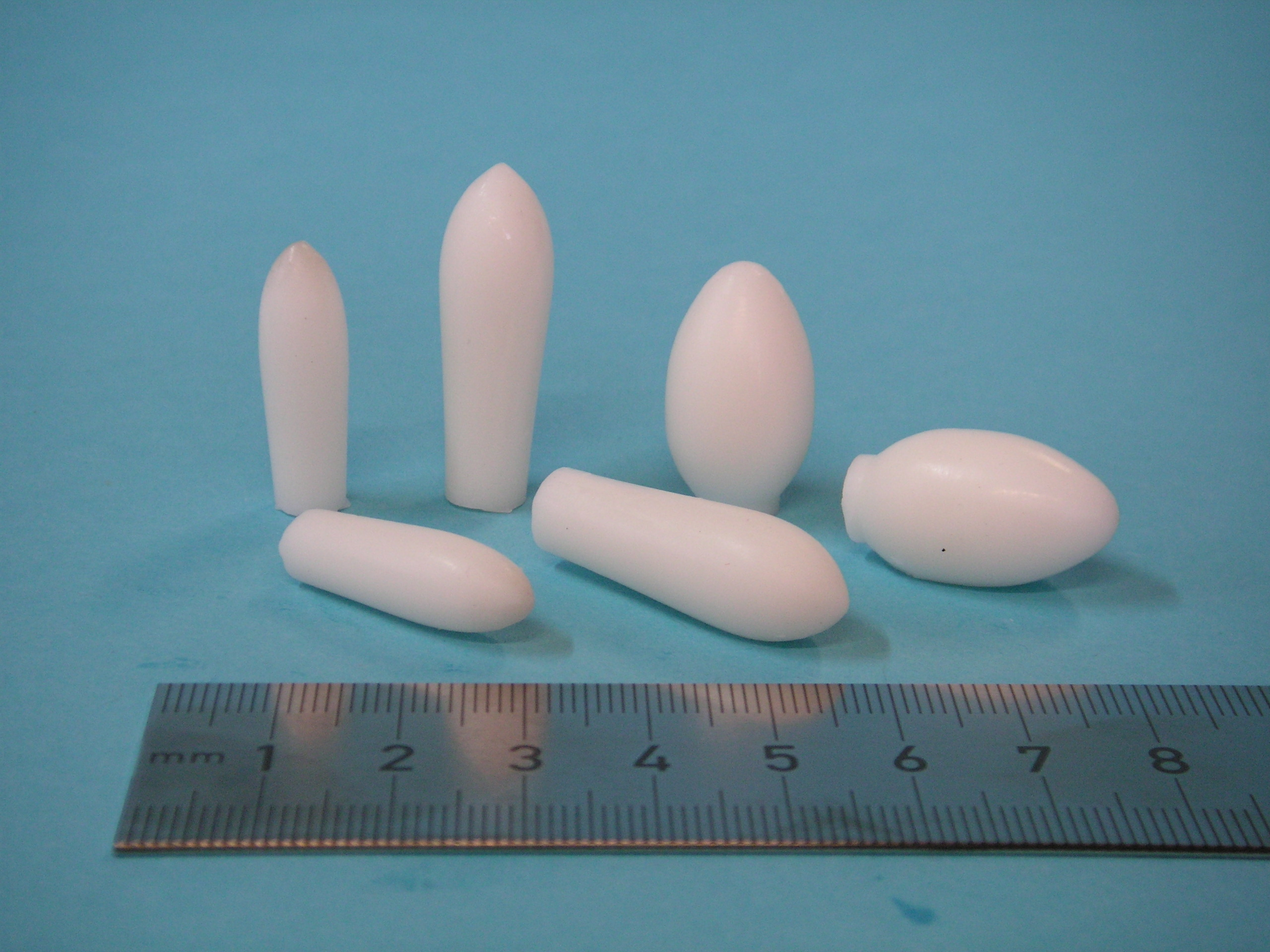
Разные формы липофильных свеч (слева направо: ректальный детский, ректальный взрослый, вагинальный)

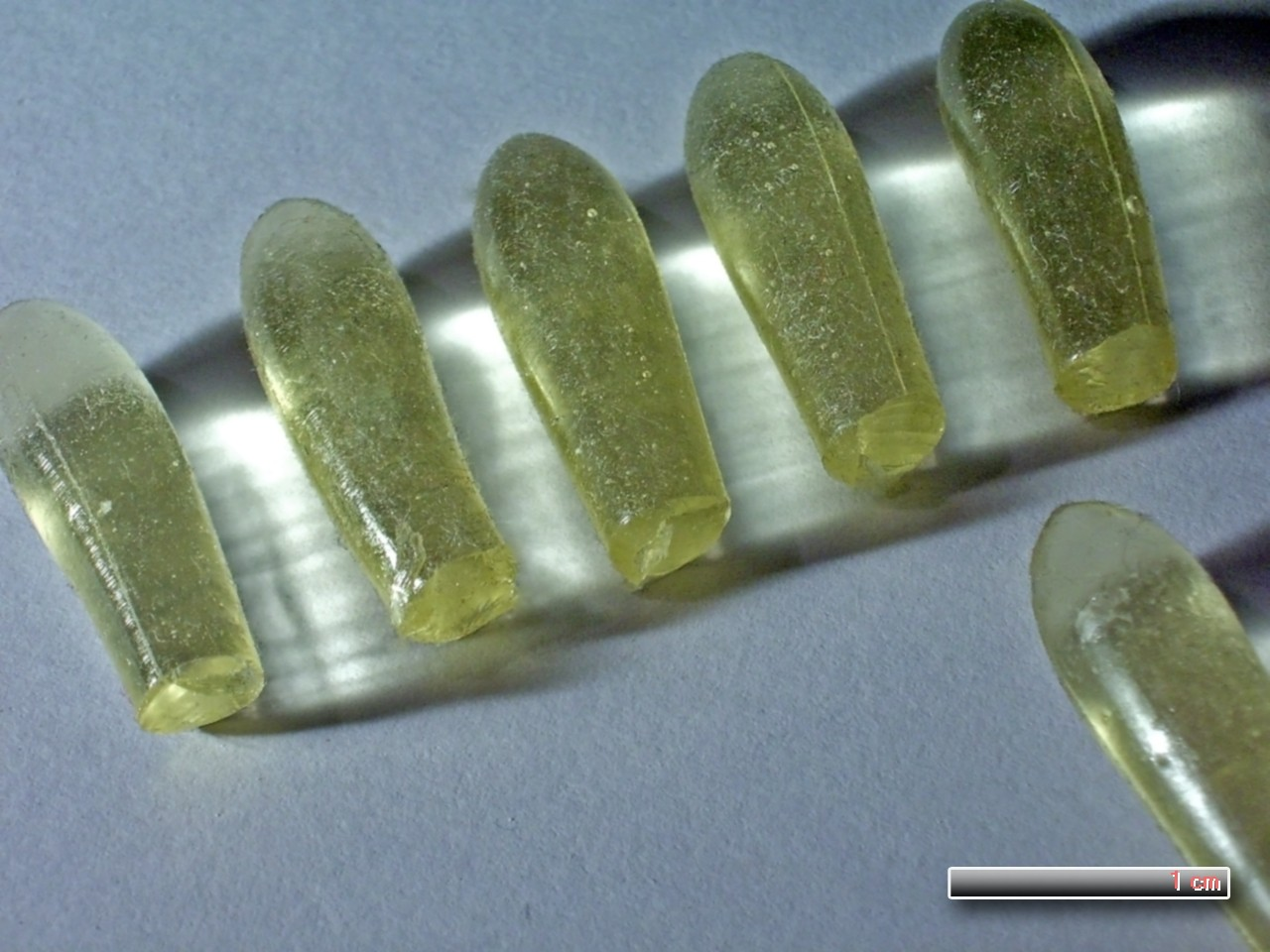
Желатиново-глицериновые свечи

В качестве липофильных основ для изготовления суппозиториев применяют масло какао, сплавы его с парафином и гидрогенизированными жирами, растительные и животные гидрогенизированные жиры, твёрдый жир, ланоль (ланолин; также спермацет), сплавы гидрогенизированных жиров с воском, твёрдым парафином и другие основы, разрешённые для медицинского применения.
В качестве гидрофильных основ используют желатино-глицериновые гели, сплавы полиэтиленоксидов с различными молекулярными массами и другие вещества, разрешённые для медицинского применения. Желатино-глицериновую основу изготавливают из желатина медицинского, глицерина и воды.
При изготовлении суппозиториев могут применяться бутилокситолуол, бутилоксианизол, лимонная кислота, эмульгатор № 1, эмульгатор Т-1, эмульгатор Т-2, твин-80, спирты шёрстного воска, аэросил и другие вспомогательные вещества, разрешённые для медицинского применения.

## Технология
Основным методом получения суппозиториев в промышленном производстве является литьё в формы.
Метод состоит из следующих стадий:
1. Приготовление основы.
2. Введение в основу лекарственных веществ.
3. Формирование и упаковка свечей.

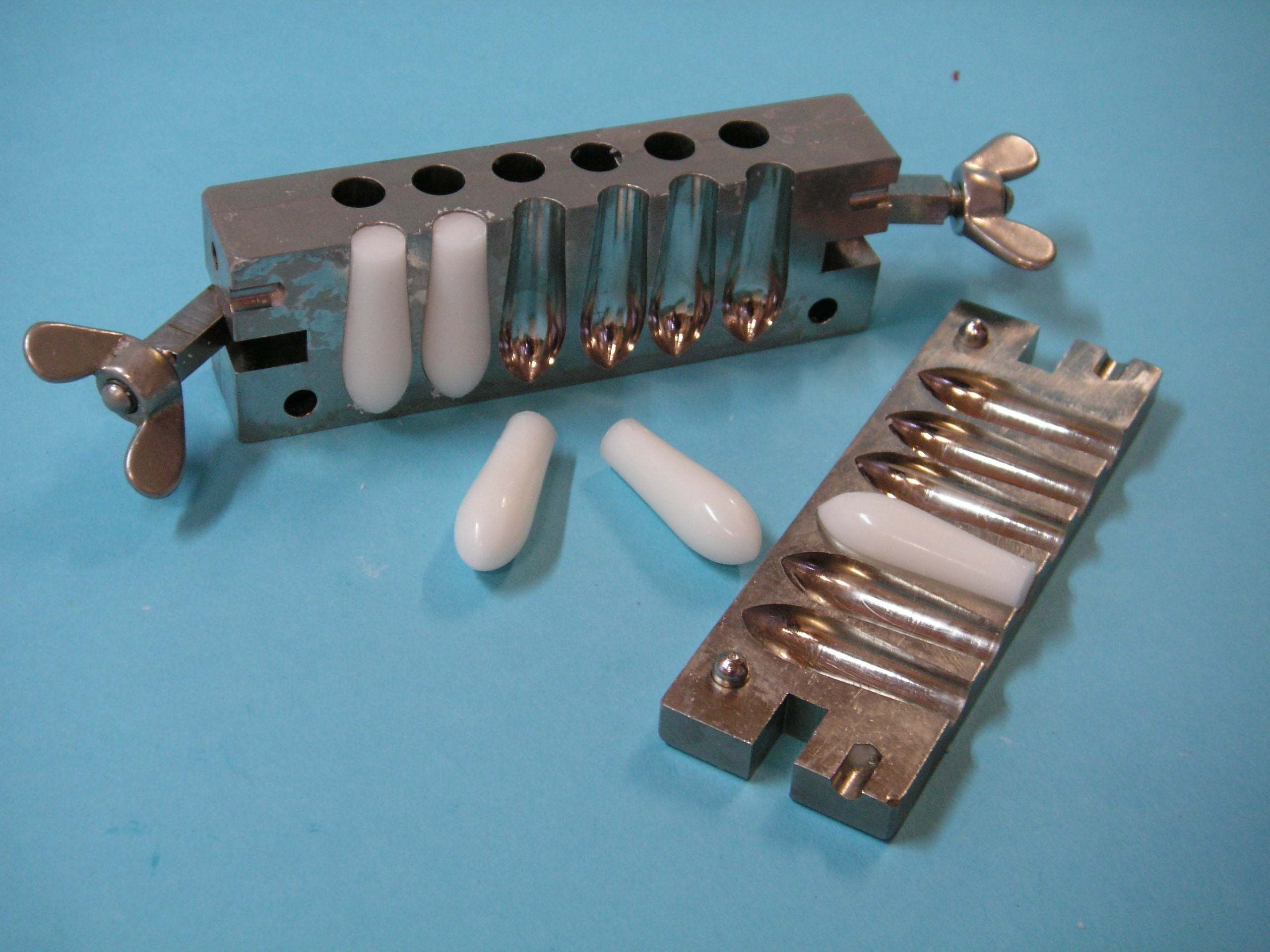
Вариант формы для отливки ректальных свеч

Лекарственные вещества при необходимости измельчают, просеивают, смешивают с основой непосредственно или после растворения или растирания с небольшим количеством воды, глицерина, вазелинового масла или другого подходящего растворителя. Термолабильные вещества добавляют к полуостывшей основе непосредственно перед формированием суппозиториев.
Суппозитории готовят выливанием расплавленной массы в формы, выкатыванием или прессованием на специальном оборудовании. В качестве связующего вещества при изготовлении суппозиториев методом выкатывания применяют ланолин безводный.

## Контроль качества
Суппозитории должны иметь однородную массу, одинаковую форму и обладать твёрдостью, обеспечивающей удобство применения. Однородность определяют визуально на продольном срезе по отсутствию вкраплений. На срезе допускается наличие воздушного стержня или воронкообразного углубления.
Среднюю массу определяют взвешиванием 20 суппозиториев с точностью до 0,01 г. Отклонение в массе не должно превышать ±5 % и только два суппозитория могут иметь отклонение ±7,5 %.
Для суппозиториев, изготовленных на липофильных основах, определяют температуру плавлению по методу 2а, которая как правило не должна превышать 37°С. Если определение температуры плавления затруднительно, то определяют время полной деформации согласно приложению. Время полной деформации, как правило, должно быть не более 15 минут.
Для суппозиториев, изготовленных на гидрофильных основах, определяют время растворения. Для этого один суппозиторий помещают на дно сосуда вместимостью 100 мл, содержащего 50 мл воды с температурой (37±1)°С. Сосуды через каждые 5 минут взбалтывают таким образом, чтобы жидкость и проба приобрели вращательное движение. Суппозиторий как правило должен раствориться в течение 1 часа.

## Упаковка и хранение

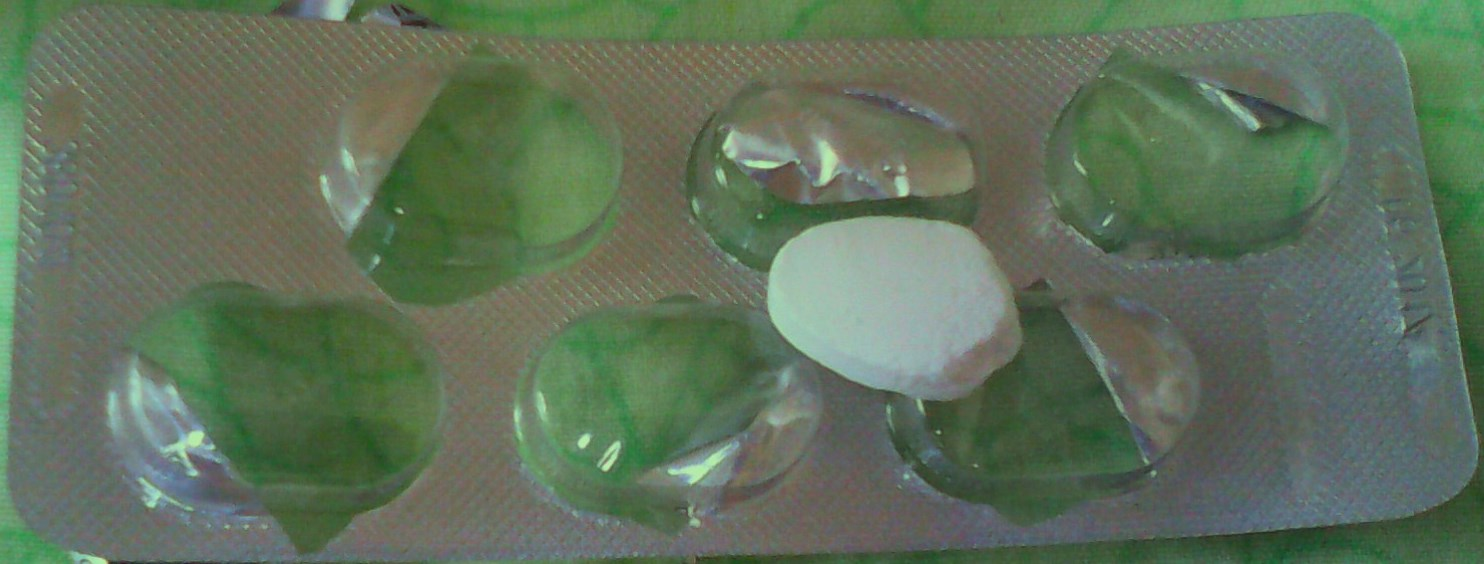
Вагинальная таблетка (в разрезе)

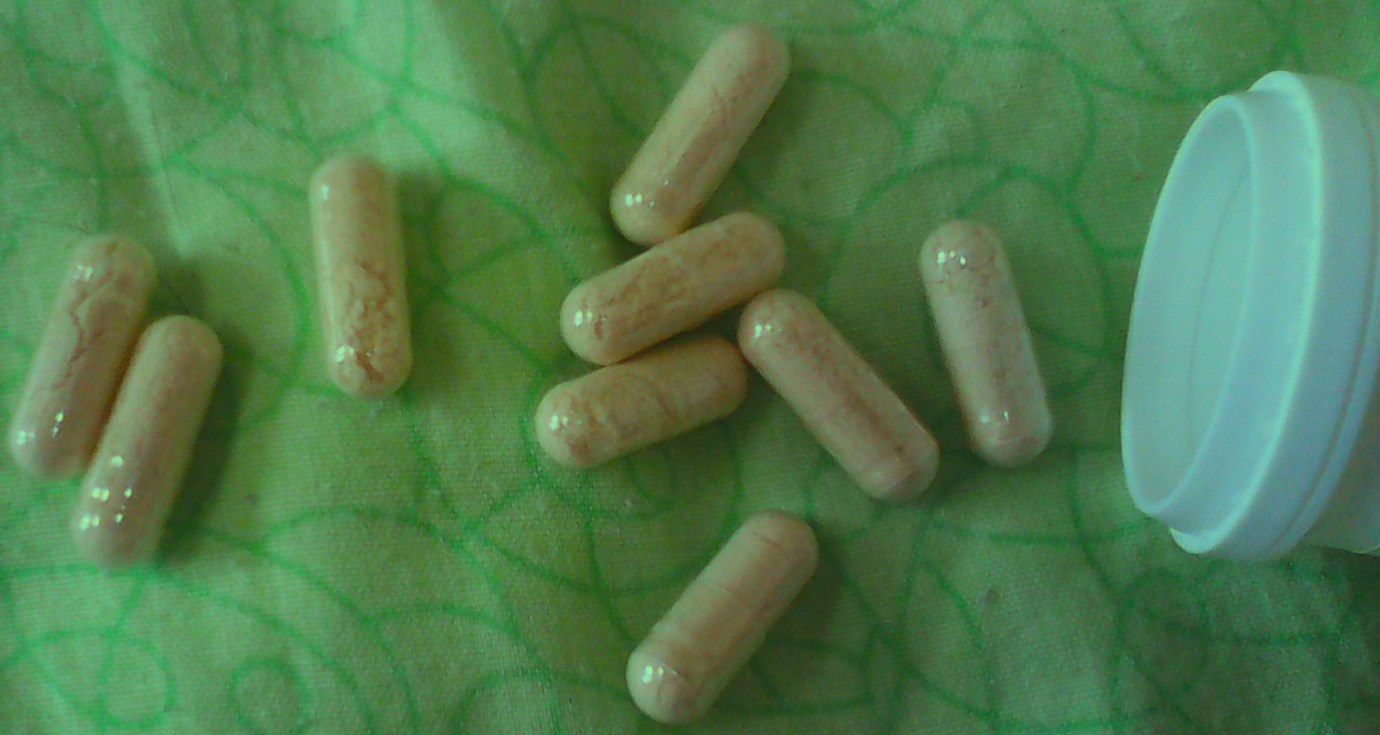
Вагинальные капсулы (твёрдые желатиновые с порошкообразным содержимым)

Суппозитории запечатывают в контурную упаковку из полимерных материалов, комбинированных материалов с алюминиевой фольгой и другие упаковочные материалы, разрешённые для медицинского применения. На упаковках суппозиториев, изготовленных на полиэтиленоксидных основах, должно содержаться указание о необходимости увлажнения суппозиториев перед введением в полость тела.
Обычно суппозитории хранят в прохладном месте, в холодильнике, поскольку температура плавления основы суппозиториев низкая.

## Лекарственные формы
Среди лекарственных дозированных форм также интравагинально используются таблетки (вагинальные прессованные суппозитории), получаемые прессованием гранулированного порошка, который представляет собой переработанную жировую суппозиторную массу (к примеру, «Флуомизин» — хлорид деквалиния). Для лучшего введения могут иметь тонкую жировую оболочку. Также применяются прессованные уретральные и ректальные лекарственные формы.
Также существуют вагинальные капсулы (к примеру, с лиофилизированными бактериями — «Лактонорм»).